# Petr Pála
Petr Pála (* 2. října 1975 Praha) je český tenisový trenér a bývalý profesionální tenista, deblový specialista. Na grandslamu se s Pavlem Víznerem probojovali do finále čtyhry na French Open 2001, v němž podlehli Indům Maheši Bhúpatímu a Leandru Paesovi. Na okruhu ATP Tour vyhrál sedm turnajů ve čtyřhře. Trénoval jej otec, také bývalý tenista František Pála. V samostatné profesionální kariéře jej limitovalo zranění.
Od roku 2008 působí jako nehrající kapitán českého ženského týmu v Billie Jean King Cupu, se kterým vyhrál v letech 2011, 2012, 2014, 2015, 2016 a 2018. Pátým vítězstvím z roku 2016 se stal nejúspěšnějším kapitánem historie Fed Cupu. V minulosti byl také nehrajícím kapitánem českého daviscupového družstva.

## Finále na Grand Slamu

### Mužská čtyřhra: 1 (0–1)
| Stav      | rok  | turnaj      | povrch | spoluhráč    | soupeři ve finále          | výsledek |
| --------- | ---- | ----------- | ------ | ------------ | -------------------------- | -------- |
| Finalista | 2001 | French Open | antuka | Pavel Vízner | Maheš Bhúpatí Leander Paes | 6–7, 3–6 |

## Tituly na okruhu ATP Tour

### Čtyřhra (7 titulů)
| Legenda                     |
| Grand Slam (0)              |
| Turnaj mistrů (0)           |
| ATP Masters Series (0)      |
| ATP Championship Series (1) |
| ATP World Series (6)        |

| Č. | datum             | turnaj                   | povrch | spoluhráč       | soupeři ve finále              | výsledek          |
| -- | ----------------- | ------------------------ | ------ | --------------- | ------------------------------ | ----------------- |
| 1. | 27. května 2001   | St. Pölten, Rakousko     | antuka | David Rikl      | Jaime Oncins Daniel Orsanic    | 6–3, 5–7, 7–5     |
| 2. | 26. května 2002   | St. Pölten, Rakousko (2) | antuka | David Rikl      | Mike Bryan Michael Hill        | 7–5, 6–4          |
| 3. | 23. května 2004   | St. Pölten, Rakousko (3) | antuka | Mariano Hood    | Tomáš Cibulec Leoš Friedl      | 3–6, 7–5, 6–4     |
| 4. | 31. července 2005 | Umag, Chorvatsko         | antuka | Jiří Novák      | Michal Mertiňák David Škoch    | 6–3, 6–3          |
| 5. | 8. ledna 2006     | Čennaí, Indie            | tvrdý  | Michal Mertiňák | Prakáš Amritrádž Rohan Bopanna | 6–2, 7–5          |
| 6. | 15. října 2006    | Vídeň, Rakousko          | tvrdý  | Pavel Vízner    | Julian Knowle Jürgen Melzer    | 6–4, 3–6, [12-10] |
| 7. | 20. července 2008 | Umag, Chorvatsko         | antuka | Michal Mertiňák | Carlos Berlocq Fabio Fognini   | 2–6, 6–3, [10–5]  |